# Генкан
Генкан (Ґенкан) (яп. 玄関) — традиційна зона біля входу до будинку чи квартири в Японії, що являє собою комбінацію ґанку та передпокою (аналог сіней) . Зазвичай розташований всередині приміщення, безпосередньо перед дверима. Основне призначення генкана для того, щоб люди, що входять до будинку, зняли взуття, перш ніж потрапити в основну частину будинку. Крім того, перепад між рівнями підлог затримує бруд та пил, який може потрапляти у квартиру з вулиці. 

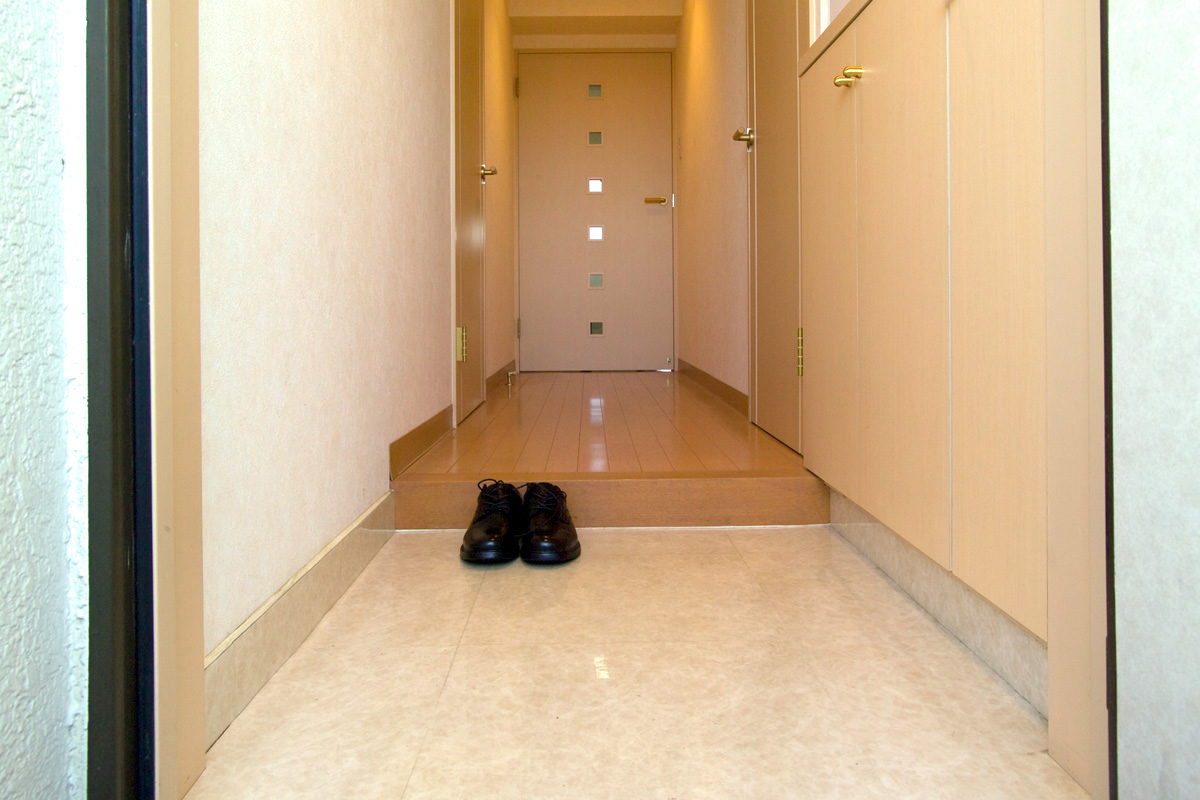
Генкан у японській квартирі, вид ззовні

Взуття, що залишається у генкан зазвичай ставлять носками до виходу, щоб потім його можна було легше одягнути, або ставлять в спеціальну шафу для взуття (гетабако). Після того, як людина зняла взуття, наступати на підлогу генкан вже не можна, щоб не занести бруд в будинок. В основній частині будинку одягають капці, змінне взуття (увабакі), або ходять просто в шкарпетках-табі.
Генкан можна зустріти не лише у житлових будинках, але й у деяких старомодних фірмах. Наприклад, у школах і сенто (громадських лазнях) генкан обладнані шафами, що замикаються, або полицями для взуття.

## Історія
В Японії звичай знімати взуття перед тим, як увійти в будинок, сягає корінням понад тисячу років. Традиція знімати взуття існує дотепер, навіть після вестернизації країни в період Мейдзі (1868—1912).

## Південна Корея
У Південній Кореї аналог генкан називається гьонван (кор. 현관). Він зустрічається майже у кожному приватному будинку, старих будівлях, а також у чимчильбанах — громадських банно-розважальних комплексах.